# رابرت بیندشادلر
رابرت بیندشادلر (انگلیسی: Robert Bindschadler؛ زاده) یک دانشمند در زمینه ژئوفیزیک اهل ایالات متحده آمریکا است.